# Transizione spettroscopica
Le transizioni spettroscopiche sono variazioni delle popolazioni dei livelli energetici degli atomi e delle molecole che comportano assorbimento, emissione o diffusione della radiazione elettromagnetica.
Sono causate da perturbazioni cronodipendenti.